# Blastobasis centralasiae
Blastobasis centralasiae is een vlinder uit de familie spaandermotten (Blastobasidae). De wetenschappelijke naam is voor het eerst geldig gepubliceerd in 2007 door Sinev.
De soort komt voor in Europa.